# Таль, Борис Маркович
Бори́с Ма́ркович Таль (настоящая фамилия Криштал; 1898, Баку — 17 сентября 1938, Коммунарка) — участник Гражданской войны, доктор экономических наук, заведующий отделом печати и издательств ЦК ВКП(б), редактор журналов «Большевик», «Большевистская печать», газет «За индустриализацию», «Известия».

## Биография
Родился в 1898 году в семье механика бакинских нефтепромыслов. В 1915 г. поступил на физико-математический факультет Московского университета, но не окончил его. Студентом участвовал в революционном движении.
С 1918 года — член РКП(б). В том же году добровольно вступил в Красную гвардию, окончил Московские командные курсы.
Участник Гражданской войны:
- В 1918 году в Архангельске взрывал грузовые баржи в устье Северной Двины, преграждая путь английскому десанту с Белого моря.
- В 1919 году был строевым командиром на Южном фронте, в октябре — комиссаром Уральской укреплённой бригады. В 1919 году, опасаясь за жизнь родителей, проживавших в захваченном Баку, пошёл на хитрость: по Восточному фронту было объявлено о гибели красного комиссара Бориса Криштала; с этого момента и появился Борис Таль.
- С 1919 года по апрель 1920 г. — военный комиссар, затем — командир 73-й стрелковой бригады 25-й стрелковой дивизии. За храбрость комдив В. И. Чапаев наградил Бориса Криштала шашкой с личной росписью[3][4]. С 10 по 29 января 1920 года временно исполнял должность комиссара дивизии. С 10 мая 1920 года по 4 августа 1920 года — комиссар 25-й стрелковой дивизии; в период с 18 июля по 4 августа 1920 года временно исполнял также должность начальника этой же дивизии.
- С 12 августа по 29 ноября 1920 года — военный комиссар 44-й Киевской стрелковой дивизии, затем — комиссар штаба и член Реввоенсовета 12-й армии[5][6].
- В 1921 году воевал на Туркестанском фронте.

С 1923 года — на партийной работе. Начал деятельность в агитпропе Московского городского комитета РКП(б). В 1923 году в журнале «На посту» была опубликована статья Б. М. Таля «Поэтическая контрреволюция в стихах М. Волошина», содержащая политические обвинения в адрес поэта. Преподавал в Академии коммунистического воспитания им. Н. К. Крупской (1926). Ответственный руководитель кафедры экономической политики Коммунистического университета им. Я. М. Свердлова (1930).
- С июля 1929 по январь 1930 года — заместитель заведующего Отделом агитации, пропаганды и печати ЦК ВКП(б), заведующий Сектором науки Отдела культуры и пропаганды ленинизма ЦК ВКП(б)[11].
- С февраля 1930 по апрель 1932 года — член редакционной коллегии газеты «Правда»[2].
- В 1933—1937 годы — ответственный редактор журнала «Большевистская печать». Одновременно с 1933 года по май 1935 года — ответственный редактор газеты «За индустриализацию!», в 1931—1937 годах — член редколлегии журнала «Большевик»[12][13], с 13 мая 1935 по 4 сентября 1937 года — заведующий Отделом печати и издательств ЦК ВКП(б)[2][11].
- С января по ноябрь 1937 года — ответственный редактор газеты «Известия». В январе 1937 года участвовал в качестве переводчика во встрече И. В. Сталина с немецким писателем Лионом Фейхтвангером[14][15][16].

Доктор экономических наук. Автор учебника по политэкономии социализма.

## Арест и казнь
Арестован 27 ноября 1937 года без предъявления ордера (ордер на арест оформлен задним числом 2 декабря 1937 года). Обвинён в участии в антисоветской контрреволюционной террористической организации. На допросах подвергался пыткам, вследствие чего оговорил многих своих знакомых и сослуживцев, которые также были арестованы. Имя Таля было включено в Сталинский расстрельный список, датированный 19 апреля 1938 года (№ 264 в списке из 327 имён и фамилий, под грифом «Москва-Центр» за подписью старшего майора ГБ Исаака Шапиро). Несмотря на то, что список в тот же день был подписан Сталиным, Молотовым, Кагановичем и Ждановым, некоторые из включённых в него смертников не были казнены немедленно после этого. В их числе оказался и Таль. Ему формальный приговор был вынесен на заседании Военной коллегии Верховного суда СССР только 17 сентября 1938 года. Казнён в тот же день/. Место захоронения — спецобъект НКВД «Коммунарка» под Москвой.
Реабилитирован посмертно 11 января 1956 года.

### Семья
- Жена — Инна Вирская[15].
  - Сын — Дмитрий Борисович Тальвирский (1923—2004), доктор геолого-минералогических наук, профессор, лауреат Государственной премии СССР (1984)[15][22].
  - Сын — Борис Борисович Таль-Вирский, доктор геолого-минералогических наук, профессор, заведующий кафедрой Ташкентского государственного университета им. В. И. Ленина, лауреат Государственной премии СССР (1979)[2][23].

## Избранные публикации
Источник — электронные каталоги РНБ.
- Сегаль Л. Х., Таль Б. М. Экономическая политика советской власти. — М.; Л., 1928. || . — 4-е изд., перераб. и доп. — М.; Л.: Гос. изд-во, 1930. — 468 с. — (Учеб. пособия для совпартшкол и рабфаков). — 125 000 экз.
- Таль Б. М. История Красной Армии : Краткий общедоступный очерк. — М.: Гос. воен. изд-во, 1924. — 166 с. || . — 6-е изд. — М.; Л.: Гос. изд-во, 1929. — 205 с. — 15 000 экз.
- Таль Б. М. О единоначалии. — М.: Мол. гвардия, 1933. — 64 с. — (Комсомольцу о текущей политике). — 50 000 экз.
- Таль Б. М. О задачах большевистской печати : Обработанная стеногр. доклада на собрании работников печати и рабкоров Москвы в День печати 5 мая 1936 г. — М.: Партиздат, 1936. — 32 с. — 25 000 экз.
- Таль Б. М. О ленинских тетрадях по империализму. — М.: Партиздат, 1934. — 62 с. — 50 000 экз.
- Таль Б. М. «Правда» на Сталинградском тракторном заводе [Выездная бригада газеты]. — М.; Л.: Огиз — Гос. соц.-экон. изд-во, 1932. — 72 с. — (Всес. ком. ин-т журналистики им. «Правды». Опыт «Правды»). — 10 000 экз.
- Таль Б. М. Пути строительства социализма в СССР : (По решениям XIV Съезда ВКП(б)). — М.; Л.: Гос. изд-во, 1926. — 84 с. || . — 4-е изд. — М.; Л.: Гос. изд-во, 1928. — 189 с. — 35 000 экз.
- Таль Б. М. Социалистическое наступление и платформа право-«левых» капитулянтов. — М.; Л.: Огиз — Моск. рабочий, 1931. — 77 с. — 50 000 экз.

## Награды
- орден Красного Знамени (1923)[комм. 1][2]

## Комментарии
1. ↑  В книге «Сборник лиц, награждённых орденом Красного Знамени и почётным революционным оружием», изданной Государственным военным издательством в 1926 году, Таль (Криштал) не указан.